# Gacsály
Gacsály is een plaats (község) en gemeente in het Hongaarse comitaat Szabolcs-Szatmár-Bereg. Gacsály telt 889 inwoners (2001).